# Liga Mexicana de Béisbol 1957
La Temporada 1957 de la Liga Mexicana de Béisbol fue la edición número 33. Se mantuvieron los mismos 6 equipos de la temporada anterior. El calendario constaba de 120 juegos en un rol corrido, el equipo con el mejor porcentaje de ganados y perdidos se coronaba campeón de la liga.
Los Leones de Yucatán obtuvieron el primer campeonato de su historia al terminar la temporada regular en primer lugar con marca de 68 ganados y 52 perdidos, con 2 juegos de ventaja sobre los Diablos Rojos del México. El mánager campeón fue Oscar "Barriguilla" Rodríguez.

## Equipos participantes
| Liga Mexicana de Béisbol 1957 |           |                          |                       |           |
| Equipo                        | Fundación | Ciudad                   | Estadio               | Capacidad |
| Diablos Rojos del México      | 1940      | México, D. F.            | Seguro Social         | 25,000    |
| Leones de Yucatán             | 1954      | Mérida, Yucatán          | Carta Clara           | 9,000     |
| Rojos del Águila de Veracruz  | 1903      | Veracruz, Veracruz       | Deportivo Veracruzano | 12,000    |
| Sultanes de Monterrey         | 1939      | Monterrey, Nuevo León    | Cuauhtémoc            | 8,000     |
| Tecolotes de Nuevo Laredo     | 1940      | Nuevo Laredo, Tamaulipas | La Junta              | 7,800     |
| Tigres Capitalinos            | 1955      | México, D. F.            | Seguro Social         | 25,000    |

## Posiciones
| Liga Mexicana de Béisbol | Liga Mexicana de Béisbol | Liga Mexicana de Béisbol | Liga Mexicana de Béisbol | Liga Mexicana de Béisbol |
| Equipo                   | JG                       | JP                       | PCT                      | JV                       |
| ------------------------ | ------------------------ | ------------------------ | ------------------------ | ------------------------ |
| Yucatán                  | 68                       | 52                       | .567                     | -                        |
| México                   | 66                       | 54                       | .550                     | 2.0                      |
| Tigres                   | 63                       | 57                       | .525                     | 5.0                      |
| Monterrey                | 60                       | 60                       | .500                     | 8.0                      |
| Nuevo Laredo             | 56                       | 64                       | .467                     | 12.0                     |
| Águila                   | 47                       | 73                       | .392                     | 21.0                     |

| Campeón de la Liga |

## Juego de Estrellas
El Juego de Estrellas de la LMB se realizó el 1 de julio en el Parque del Seguro Social en México, D. F. La selección de Mexicanos se impuso a la selección de Extranjeros 8 carreras a 7.

## Designaciones
Se designó como novato del año a Mario Luna de los Diablos Rojos del México.

## Acontecimientos relevantes
- 24 de abril: Durante un juego en contra los Sultanes de Monterrey, Lázaro Salazar, mánager de los Diablos Rojos del México, sufre un derrame cerebral.
- 25 de abril: Fallece Lázaro Salazar.[2]
- 28 de julio: Los Leones de Yucatán reciben 16 bases por bolas por parte de los Rojos del Águila de Veracruz, impone récord, hasta entonces.
- 25 de agosto: Gene Collins, Rojos del Águila de Veracruz vs. Sultanes de Monterrey, concede 14 bases por bolas, en el segundo juego de esa fecha, imponiendo marca, hasta entonces.
- Román Ramos de los Rojos del Águila de Veracruz finaliza la temporada con 21 derrotas, récord vigente.[3]